# Solana de Fenar
Solana de Fenar es una localidad española, perteneciente al municipio de La Robla, en la provincia de León y la comarca de la Montaña Central, en la comunidad autónoma de Castilla y León. 

## Ubicación
Situado sobre el arroyo de Remondín, afluente del arroyo del Valle de Fenar, y este a su vez del río Torío.
Los terrenos de Solana de Fenar limitan con los de Orzonaga al norte, Robledo de Fenar al noreste, Naredo de Fenar al este, Pardavé, Pedrún de Torío y Matueca de Torío al sureste, Fontanos de Torío al sur, Candanedo de Fenar al suroeste, Alcedo de Alba, Puente de Alba, Peredilla y Huergas de Gordón al oeste, y Llombera al noroeste.

## Historia
Perteneció al antiguo Concejo de Fenar. A mediados del siglo XIX, el lugar contaba con una población censada de 42 habitantes. La localidad aparece descrita en el decimocuarto volumen del Diccionario geográfico-estadístico-histórico de España y sus posesiones de Ultramar de Pascual Madoz de la siguiente manera:

SOLANA DE FENAR: l. en la prov. y dióc. de Leon, part. jud. de la Vecilla, aud. terr. y c. g. de Valladolid, ayunt. de la Robla. sit. entre los r. Torio y Vega ó Bernesga; su clima es frio pero sano. Tiene 20 casas; igl. anejo de Naredo, dedicada á San Cristóbal, y buenas aguas potables. Confina con la matriz, Rabanal, Candanedo y Navatejera. El terreno es de mediana calidad y de regadio en parte. Los caminos son locales. prod.: granos, legumbres, lino y pastos; cria ganados y alguna caza. ind.: telares de lienzos del pais. pobl.: 18 vec., 42 alm. contr. con el ayunt.
(Madoz, 1849, p. 425)